# 히가시카와촌 (후쿠시마현)
히가시카와촌(東川村)은 후쿠시마현 오누마군에 있던 촌이다. 현재의 야나이즈정 남동부 및, 아이즈미사토정에 해당한다.

## 역사
- 1889년 4월 1일 - 정촌제 시행에 의해 4촌의 구역으로 성립하였다.
- 1940년 4월 1일 - 나카노가와촌과 합병해 니시야마촌이 성립하여, 동일 히가시카와촌이 폐지되었다.

## 참고문헌
- 角川日本地名大辞典 7 福島県